# Otto Christian Blandow
Otto Christian Blandow (5. august 1778 i Waren i Mecklenburg – 15. marts 1810 samme sted) var en tysk botaniker og farmaceut, der især beskæftigede sig med mosser. Mosset Kær-Gyldenmos (Helodium blandowii) er opkaldt efter ham.
I forbindelse med et botanisk navn benyttes Blandow som standardforkortelse (autornavn). Det er f.eks. en del af autornavnet for mosset Plagiomnium affine (Fælled-Krybstjerne).